# Liste der Naturdenkmale in Grafenau (Württemberg)
| Naturdenkmale | Anzahl |
| ------------- | ------ |
| FND           | 13     |
| END           | 18     |
| Gesamt        | 31     |

Die Liste der Naturdenkmale in Grafenau nennt die verordneten Naturdenkmale (ND) der im baden-württembergischen Landkreis Böblingen liegenden Gemeinde Grafenau. In Grafenau gibt es insgesamt 31 als Naturdenkmal geschützte Objekte, davon 13 flächenhafte Naturdenkmale (FND) und 18 Einzelgebilde-Naturdenkmale (END).
Stand: 31. Oktober 2016.

## Flächenhafte Naturdenkmale (FND)
| Name                                           | Bild           | Kennung     | Einzelheiten           | Position | Fläche Hektar | Datum         |
| ---------------------------------------------- | -------------- | ----------- | ---------------------- | -------- | ------------- | ------------- |
| Halbtrockenrasen Entensee                      | BW             | 81150540024 | Grafenau               | ⊙        | 0,4           | 23. Jan. 1992 |
| Halbtrockenrasen Holzberg                      | BW             | 81150540008 | Grafenau               | ⊙        | 0,4           | 23. Jan. 1992 |
| Halbtrockenrasen Löchlesberg                   | BW             | 81150540029 | Grafenau               | ⊙        | 0,5           | 23. Jan. 1992 |
| Halbtrockenrasen Obere Füttere                 | BW             | 81150540012 | Grafenau               | ⊙        | 3,8           | 23. Jan. 1992 |
| Halbtrockenrasen Tälesberg                     | BW             | 81150540014 | Grafenau               | ⊙        | 1,0           | 23. Jan. 1992 |
| Halbtrockenrasen und Hohlweg Wacholder         | BW             | 81150450054 | Sindelfingen, Grafenau | ⊙        | 1,8           | 17. Nov. 1992 |
| Halbtrockenrasen Wiedberg                      | BW             | 81150540015 | Grafenau               | ⊙        | 1,7           | 23. Jan. 1992 |
| Hecken u. Halbtrockenrasen an der Ochsenstraße | BW             | 81150540016 | Grafenau               | ⊙        | 2,1           | 23. Jan. 1992 |
| Schloßpark-Dätzingen                           |                | 81150540004 | Grafenau               | ⊙        | 1,7           | 23. Jan. 1992 |
| Steinbruch Auf der Burg (nördl. Teil)          | BW             | 81150450038 | Sindelfingen, Grafenau | ⊙        | 1,5           | 17. Nov. 1992 |
| Steinbruch Auf der Burg (südl. Teil)           |                | 81150540025 | Grafenau               | ⊙        | 0,6           | 23. Jan. 1992 |
| Wacholderheide Mühlberg                        | weitere Bilder | 81150540019 | Grafenau               | ⊙        | 4,8           | 23. Jan. 1992 |
| 3 Linden am Ulrichsdenkmal                     |                | 81150540028 | Grafenau               | ⊙        | 0,5           | 23. Jan. 1992 |
| Legende für Naturdenkmal                       |                |             |                        |          |               |               |

## Einzelgebilde (END)
| Name                                             | Bild           | Kennung     | Einzelheiten                                  | Position | Fläche Hektar | Datum         |
| ------------------------------------------------ | -------------- | ----------- | --------------------------------------------- | -------- | ------------- | ------------- |
| Eiche am Altbach                                 |                | 81150540005 | Grafenau                                      | ⊙        | 0,0           | 23. Jan. 1992 |
| Eiche am Kutscherweg                             | BW             | 81150540002 | Grafenau                                      | ⊙        | 0,0           | 23. Jan. 1992 |
| Fichte Oberer Forchenwaldweg                     | BW             | 81150540010 | Grafenau                                      | ⊙        | 0,0           | 23. Jan. 1992 |
| Kastanie im Schloßhof                            |                | 81150540003 | Grafenau                                      | ⊙        | 0,0           | 23. Jan. 1992 |
| Linde am Eichelpfad                              | BW             | 81150540022 | Grafenau                                      | ⊙        | 0,0           | 23. Jan. 1992 |
| Linde am Holzberg                                | BW             | 81150540009 | Grafenau                                      | ⊙        | 0,0           | 23. Jan. 1992 |
| Linde am Lindenhof                               |                | 81150540027 | Grafenau                                      | ???      | 0,0           | 23. Jan. 1992 |
| Linde am Sindelfinger Weg                        |                | 81150540020 | Grafenau                                      | ⊙        | 0,0           | 23. Jan. 1992 |
| Linde beim Sportplatz                            |                | 81150540021 | Grafenau                                      | ⊙        | 0,0           | 23. Jan. 1992 |
| Linde (genannt s’Lindle)                         |                | 81150540018 | Grafenau                                      | ⊙        | 0,0           | 23. Jan. 1992 |
| Lindenallee in der Schloßstraße (6 Winterlinden) |                | 81150540001 | Grafenau                                      | ⊙        | 0,0           | 23. Jan. 1992 |
| Rotbuche Waldäcker                               | BW             | 81150540017 | Grafenau                                      | ⊙        | 0,0           | 23. Jan. 1992 |
| 2 Kastanien am Hambergweg                        | BW             | 81150540007 | Grafenau                                      | ⊙        | 0,0           | 23. Jan. 1992 |
| 2 Linden am Altbach                              |                | 81150540006 | Grafenau                                      | ⊙        | 0,0           | 23. Jan. 1992 |
| 3 Linden am Sindelfinger Weg                     | BW             | 81150540023 | Grafenau                                      | ⊙        | 0,0           | 23. Jan. 1992 |
| 3 Rotbuchen am Hartweg                           |                | 81150540013 | Grafenau                                      | ⊙        | 0,0           | 23. Jan. 1992 |
| 3 Rotbuchen -Schimmeläcker-                      | BW             | 81150540011 | Grafenau                                      | ⊙        | 0,0           | 23. Jan. 1992 |
| 4 Linden-Asam                                    | weitere Bilder | 81150540026 | Grafenau am Standort befindet sich eine Gruhe | ⊙        | 0,0           | 23. Jan. 1992 |
| Legende für Naturdenkmal                         |                |             |                                               |          |               |               |